# Jean de Brébeuf
Svatý Jean de Brébeuf (zvaný též Apoštol Huronů, samotnými Huróny nazývaný Echon - Léčivý strom; 25. březen 1593 – 16. březen 1649) byl jezuitským misionářem, který strávil téměř čtvrt století v Nové Francii (Kanada). Působil především u kmenového svazu Huronů a svou mučednickou smrtí si vysloužil kanonizaci. Je také jedním se svatých patronů Kanady.

## Rané období
Brébeuf se narodil v Condé-sur-Vire v Normandii ve Francii. Byl strýcem básníka Georgese de Brébeuf. Studoval v Caen a v roce 1617 se stal jezuitou. Z řádu byl téměř vyloučen, protože se nakazil tuberkulózou a nějakou dobu nemohl ani studovat ani učit. V roce 1622 byl vysvěcen na kněze a další tři roky byl řádovým správcem v Rouenu. V roce 1625 požádal o své přeložení do misie v Nové Francii.

## Misionářem u Hurónů
V červnu 1625 dorazil do Nové Francie. Krátce po příjezdu žil několik měsíců s místními Montagnaisy v okolí Quebecu. Již v roce 1626 byl vybrán jako misionář k Hurónům, ale roku 1629 musel misii opustit, neboť Kanadu načas dobyli Angličané. Během těchto prvních 3 let se seznámil s huronskou kulturou a jazykem, přeložil do huronštiny katechismus, ale zatím neměl žádné konvertity. V červenci 1634 se opět se dvěma druhy vydal na cestu do Hurónie. Putování bylo 800 mil dlouhé (cca 1 měsíc) a přinášelo s sebou mnoho nebezpečí a strádání. Jak píše sám Brébeuf: „občas jsem byl tak unavený, že mi tělo vypovídalo službu“. Mezi Huróny a posléze i Neutrály působil bez přerušení do roku 1642, kdy se vrátil načas do Quebecu. Léta strávená u Hurónů byla velmi obtížná, Brébeuf a další misionáři byli mnohokrát fyzicky inzultováni svými hostiteli, kteří je (nutno podotknout že často oprávněně) považovali za zdroj nákaz, jež v Hurónii chronicky řádily od poloviny 30. let. V roce 1644 se k Hurónům přesto vrátil. Spolu s několika dalšmi jezuity vytvořili komunity huronských konvertitů, jejichž počet postupně narostl na mnoho stovek. (kmenový svaz Huronů čítal v 40. letech asi 10 000 lidí)

## Mučednická smrt

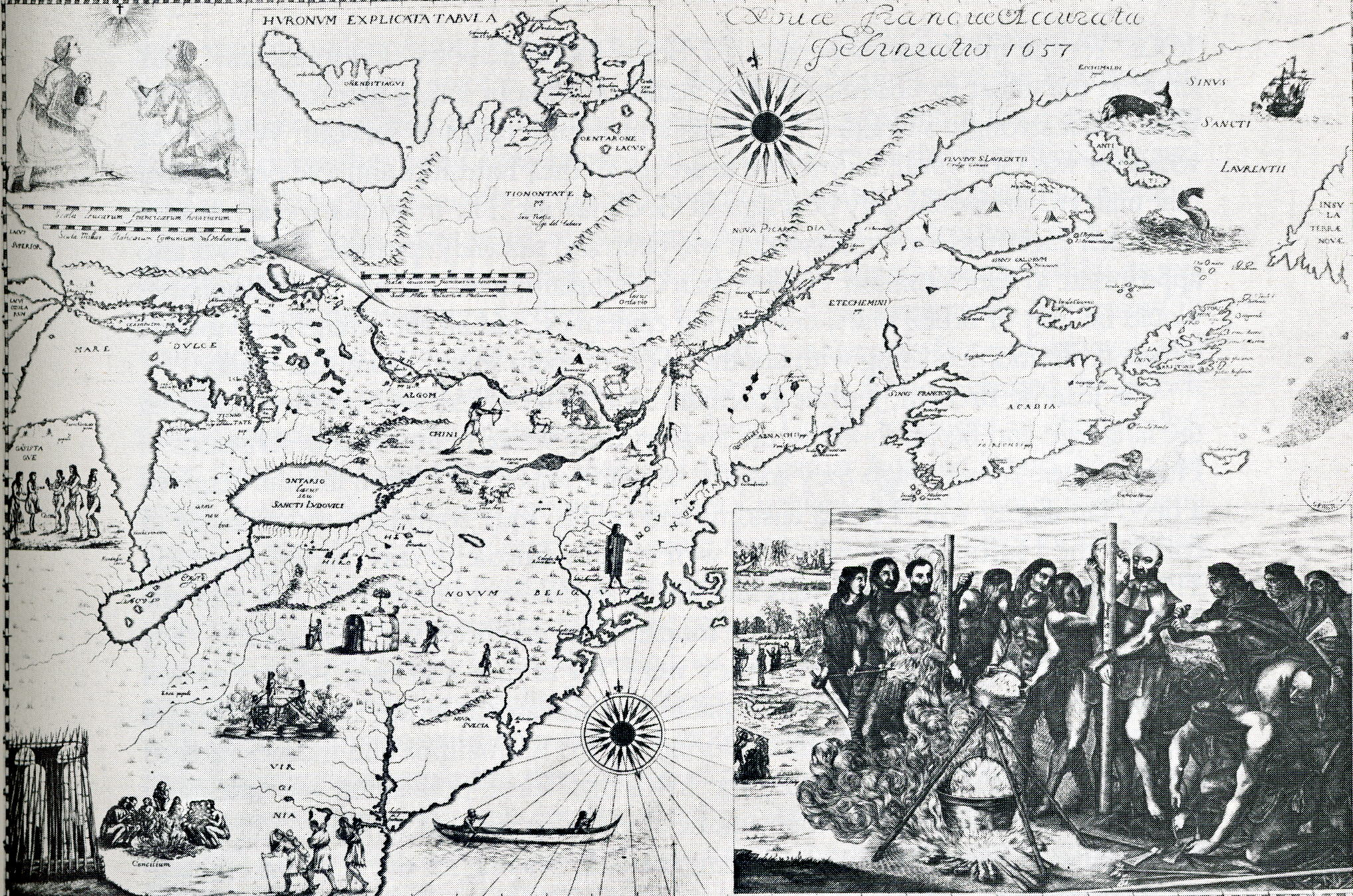
Jezuitská mapa Nové Francie z roku 1657. V pravém dolním rohu je obrázek znázorňující umučení Jeana Brébeufa a Gabriela Lalemanta.

Na obzoru se však objevila nová velká hrozba. Irokézové, kteří byli do 30. let spíše v defenzívě (bobří války, smuteční války), začali provádět rozsáhlé útočné operace proti Huronům, Algonkinům a Francouzům, kterým tito nebyli schopni čelit. V roce 1648 vyvrátili hurónské vesnice (misie) Saint-Joseph a Saint-Michel. V březnu 1649 udeřilo téměř 1200 irokézských bojovníků znovu a při útoku na vesnici Saint-Louis zajali mj. Jeana Brébeufa a jeho kolegu Gabriela Lalemanta. Irokézové - jednalo se i o zajaté a posléze mezi Irokéze adoptované Hurony - poté podrobili jezuitu velmi brutálnímu mučení. Jeho osud popsal velmi sugestivně jeho pomocník (donné) Christophe Regnault: „Otec de Brébeuf měl své nohy a paže zbavené masa až na kost. Viděl jsem a dotknul se množství velkých puchýřů, jež měl na mnoha místech svého těla, způsobených vařící vodou, kterou na něj tito barbaři nalili, aby se vysmáli svatému křtu. Viděl jsem a dotknul se zranění způsobených pásem kůry plným smůly a pryskyřice, jež opékala celé jeho tělo. Viděl jsem a dotknul se popálenin od obojku z rozžhavených seker položených na jeho ramena a břicho. Viděl jsem a dotknul se jeho rtů, které mu uřízli, protože neustále mluvil o Bohu, když mu způsobovali utrpení. Viděl jsem a dotknul jsem se všech částí jeho těla, které obdrželo nejméně dvě stě ran od klacků. Viděl jsem a dotknul se vršku jeho skalpované hlavy. Viděl jsem a dotknul se otvoru, který mu tito barbaři udělali, aby vyrvali jeho srdce ... dotknul jsem se všech ran na jeho těle, tak jak nám to divoši nařídili.“ Brébeufův přítel Paul Raguenau později napsal, že jezuita vydržel celé mučení se stoickým klidem. S Brébeufem byl umučen i Lalemant.
Brébeufovo tělo bylo objeveno o několik dní později. Z kostí se staly relikvie. Zbytek byl spolu s Lalemantem uložen do rakve a nyní spočívá v kostele svatého Josefa v rekonstruované misii Sainte-Marie among the Hurons poblíž Midlandu v Ontariu. V roce 1930 byl Brébeuf kanonizován, spolu s dalšími sedmi kanadskými misionáři. Jeho svátek, jakožto hlavního svatého patrona Kanady je slaven 19. října. Po Brébeufovi je pojmenováno několik škol a kolejí. Některé zdroje uvádějí, že Brébeuf je autorem pojmenování lacrosse pro známou míčovou hru severoamerických Indiánů, neboť jejich hrací hole mu připomínaly biskupskou berlu (la crosse).

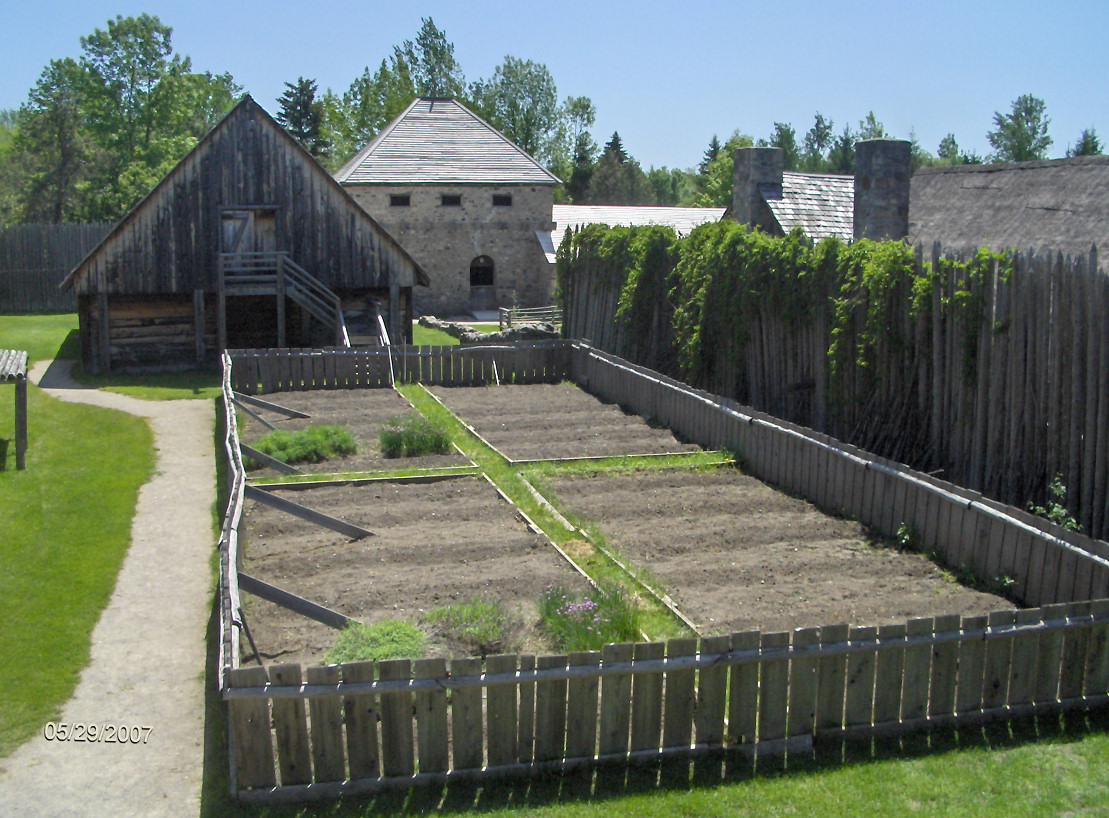
Rekonstruovaná misie Sainte-Marie among the Hurons

## Dílo
Jezuité měli povinnost podávat každoročně zprávu o stavu misie svému představenému (Supérieur) do Montrealu či Quebecu. Ten shromážděné relace posílal do Paříže, kde část z nich publikovali jako Les relations des Jésuites. Ani Brébeuf nebyl výjimkou. Jeho zprávy jsou velmi cenným zdrojem informací o Huronech a některých okolních etnikách, především pak relace z roku 1636, která byla publikována například v Reuben G. Thwaites (ed.), The Jesuit Relations and Allied Documents. Travels and Explorations of Jesuit Missionares in New France, 1610-1791, 73 sv., Cleveland 1896-1901. ( a  Archivováno 9. 5. 2008 na Wayback Machine.), jako 10. svazek.